# Shadow of the Tomb Raider
Shadow of the Tomb Raider (с англ. — «Тень расхитительницы гробниц») — компьютерная игра из серии Tomb Raider в жанре action-adventure с видом от третьего лица, разработанная канадской студией Eidos Montreal, известной по ролевым стелс-экшенам Thief, Deus Ex: Human Revolution и Deus Ex: Mankind Divided, а не создателями предыдущих частей Tomb Raider из Crystal Dynamics. Является прямым продолжением игры Rise of the Tomb Raider и завершающей трилогию второго перезапуска серии. Проект был анонсирован 15 марта 2018 года. Релиз игры состоялся 14 сентября 2018 года на платформах Windows, PlayStation 4 и Xbox One. Версии игры для macOS и Linux были выпущены компанией Feral Interactive 5 ноября 2019 года. События новой части отправят Лару Крофт на мексиканский остров Косумель и в Южную Америку. Горы, тропический лес, наёмники, солнечное затмение и воскрешение древних сил, охраняющих местные пирамиды, предвещают наступление тьмы и «конец света».

## Игровой процесс
Разработчики сделали упор на скрытность — Лара станет охотником, внезапно будет атаковать врагов и скрываться в джунглях, используя грязь для маскировки. Как и раньше, ей будут противостоять наёмники организации «Тринити». Остальное время посвящено исследованию территории и изучению гробниц с опасными ловушками. Появляется возможность применять ряд новых трюков, связанных со скалолазанием: к примеру, бегать по стенам при помощи крюка и каната. Значительно расширено плавание под водой, необходимое не только для преодоления препятствий, но и поиска различных тайников и секретов. Управление транспортными средствами не предусмотрено. Ключевым оружием является лук, двойных пистолетов не будет.
Размер локаций увеличен, прохождение нельзя назвать полностью линейным. Сюжетная кампания без побочных заданий займёт примерно 13—15 часов.
«Помимо Мексики, вы побываете во многих местах, и, по традиции, в наших играх мы используем несколько исторических периодов. В игре Лара будет искать подсказки и детали головоломки сразу в нескольких временных отрезках и собирать их в одну цепочку, решая поставленный квест. Джунгли — это и возможность, и испытание. Раскрывая красоту природы, они даруют множество возможностей. В то же время, они могут дезориентировать, ошеломить», — рассказал руководитель дизайна уровней Арне Эме. «Механика основывается на подчинении джунглей себе, создании союза с ними. Игроки займутся исследованием одной из самых неизведанных частей Земли — в частности, подводных пещер в Южной Америке», — отметил руководитель по разработке геймплея Винсент Монье.
Даже первая загадка в гробнице окажется трудной. В случае неудачи Лара погибнет далеко не самым приятным образом. Это должно стимулировать выживание. Гибель возвращает к контрольной точке, находящейся поблизости. Особый режим «погружения» предполагает, что при первом визите в некоторые локации все тексты будут на испанском или на языке древних. Затерянное поселение Пайтити является самый большим открытым уровнем с массой заданий.
Для головоломок, акробатики, локаций и сражений доступны отдельные уровни сложности, чтобы пользователям было удобно настроить их на свой выбор.
Поскольку из-за ошибки Крофт начался апокалипсис, предсказанный майя, то она сама оказывается поглощена тьмой. Это делает Shadow of the Tomb Raider самой мрачной игрой в серии. Героиня встретится с главным антагонистом — доктором Домингесом, что также повлияет на её поступки. Ярость и желание отомстить за смерть отца отодвигают на задний план спасение мира: чем ближе к цели, тем меньше важны последствия.

## Разработка и выпуск
Shadow of the Tomb Raider создавалась опытной командой разработчиков из студии Eidos Montreal при участии Crystal Dynamics и Nixxes Software. Актриса Камилла Ладдингтон всё так же озвучивала Лару Крофт. 
События игры начинаются через пару месяцев после событий Rise of the Tomb Raider. 27 апреля 2018 года вышел первый официальный трейлер, где Лара говорит: «Я зашла так далеко, и я не отступлю. Я стольким пожертвовала, что невольно задаюсь вопросом — в кого я превращаюсь?».
Показ геймплея состоялся 11 июня 2018 года на выставке E3 2018. Был продемонстрирован трейлер «Громче слов».
Известен примерный бюджет: на производство ушло от 75 до 100 миллионов долларов, на продвижение — около 35 миллионов.
Для ПК-версии доступны эксклюзивные графические настройки Nvidia. Кроме того, Nixxes Software помогла обеспечить высокую производительность видеокарт серии GeForce 10.
В Square Enix заявили, что версия Xbox One X не будет работать на 60 FPS в 4K и останется два режима: 4K при 30 FPS и 1080p при 60 FPS. Зато на подходе множество дополнительных улучшений, таких как HDR, усовершенствованный рендеринг физических объектов, аппаратная тесселяция, анизотропная фильтрация, динамическая растительность и многое другое. Этим было опровергнуто интервью главы Eidos Montreal Дэвида Анфосси, где тот упомянул 4K и 60 FPS в одном предложении.
В дополнение, главный продюсер Марио Чабтини сказал, что у них нет соревновательного мультиплеера, но есть расширенный геймплей. Креативный директор Даниэль Биссон подчеркнул: многопользовательский режим не похож на Tomb Raider 2013 года.
В ходе прохождения тестовой версии, новая видеокарта GeForce RTX 2080 Ti не смогла обеспечить в игре 60 кадров в секунду с включённой трассировкой лучей при разрешении Full HD. Частота варьируется от 33 до 48 на уровне с открытым пространством и солнечным светом, множеством движущихся частей и теней.
Согласно анализу команды Digital Foundry, на Xbox One игра работает в 900р, на PS4 в 1080р, а на улучшенных консолях 4К нет: в Xbox One X доступно 2016р, в PS4 Pro — 1872р. Внедрение HDR было удачным. Улучшились детализация текстур, качество сглаживания, взаимодействие света и растительности, рендеринг, отражения в экранном пространстве. К проблемам отнесены задержка вывода и переходы между анимациями.
Shadow of The Tomb Raider вышла 14 сентября 2018 года одновременно на всех основных платформах — Xbox One, PS4 и PC — в шести изданиях: стандартное и «Крофт», их цифровые аналоги, а также вариант в стилбуке и коллекционное. Однако при предзаказе игра была доступна с 12 сентября.
В ходе теста на ультра-настройках в разрешении 8К с двумя видеокартами GeForce RTX 2080 Ti удалось получить только 30 кадров в секунду, средний показатель составляет лишь 21 кадр. Приемлемой производительности достичь не удалось.
19 марта 2019 года Nixxes Software выпустила обновление с поддержкой теней на основе трассировки лучей и интеллектуального сглаживания Nvidia. В 2021 году производительность игры улучшилась после удаления системы защиты Denuvo.
24 декабря 2021 года разработчики опубликовали видео, где показали механики, не вошедшие в финальную версию: мачете для расчистки пути в непроходимых джунглях и бейсджампинг для быстрого перемещения.

## Загружаемые дополнения
- Кузница (13 ноября 2018 года). Нужно преодолеть заполненную лавой кузницу богов и раскрыть секреты затерянного города Кувак-Яку. Особенность гробницы состоит в том, что предусмотрено совместное прохождение двумя игроками наряду с одиночным[29].
- Столп (18 декабря 2018 года). Посвящено испытаниям в новой гробнице «Путь Хуракана», где Ларе Крофт предстоит узнать правду о древней легенде майя об апокалипсисе и заполучить древнее сокровище. Ей придётся бросить вызов безжалостной буре и дать отпор многочисленным силам «Тринити»[30][31].
- Кошмар (22 января 2019 года). Действие происходит в прошлом Лары, в родовом поместье, где произойдёт столкновение со страхами в виде врагов и павших друзей[32].
- Цена выживания
- Сердце змея
- Большой кайман
- Путь домой[33]

## Издания
Игра вышла в следующих изданиях:
- Shadow of the Tomb Raider Standart Edition — только основная игра на диске или в цифровом виде.
- Shadow of the Tomb Raider Steelbook Edition — основная версия игры на диске в металлической коробке.
- Shadow of the Tomb Raider Digital Deluxe Edition — цифровая версия игры, дополнительное оружие/костюм, саундтрек.
- Shadow of the Tomb Raider Digital Croft Edition — основная версия игры в цифровом виде, Season Pass, 3 дополнительных оружия/костюма, саундтрек.
- Shadow of the Tomb Raider Croft Edition — основная версия игры на диске, Season Pass, 3 дополнительных оружия/костюма, саундтрек.
- Shadow of the Tomb Raider Ultimate Edition — основная версия игры на диске, фигурка Лары Крофт, Season Pass, 3 дополнительных оружия/костюма, открывалка-ледоруб, фонарик.
- Shadow of the Tomb Raider Definitive Edition — основная версия игры, Season Pass, бонусы Croft Edition, экипировка «Крофт фитнес», улучшения игрового процесса, все загружаемые дополнения[35].
- Tomb Raider: Definitive Survivor Trilogy — Tomb Raider: Definitive Edition, Rise of the Tomb Raider: 20 Year Celebration, Shadow of the Tomb Raider: Definitive Edition.[36]

## Музыка
| №   | Название                                | Длительность |
| --- | --------------------------------------- | ------------ |
| 1.  | «Overture»                              | 3:36         |
| 2.  | «Ruins at Cozumel»                      | 2:51         |
| 3.  | «Trinity Pursuit»                       | 3:40         |
| 4.  | «Trinity Confrontation — Dr. Dominguez» | 1:51         |
| 5.  | «Creation and Destruction»              | 1:13         |
| 6.  | «Innocent Death»                        | 2:20         |
| 7.  | «One With the Jungle»                   | 2:55         |
| 8.  | «Lara’s Dream»                          | 6:35         |
| 9.  | «Paititi (City of the Serpent)»         | 4:24         |
| 10. | «Cenote»                                | 3:16         |
| 11. | «Return to Paititi»                     | 3:35         |
| 12. | «Sacrifice»                             | 3:20         |
| 13. | «Baptism of Fire»                       | 2:36         |
| 14. | «Hope»                                  | 3:13         |
| 15. | «The Chosen»                            | 2:36         |
| 16. | «Death of the Sun»                      | 8:35         |
| 17. | «Goodbye Paititi»                       | 4:18         |

Саундтрек был доступен в цифровом виде после покупки игры и регистрации на сайте издателя. На электронную почту приходила ссылка на скачивание.
Также PlayStation: The Official Magazine UK выпускался бонус-диск «Shadow Of The Tomb Raider — The Conceptual Album», состоявший из 15 треков.

## Критика
| Сводный рейтинг       | Сводный рейтинг                                 |
| Агрегатор             | Оценка                                          |
| --------------------- | ----------------------------------------------- |
| GameRankings          | - 78,17 % (PC) - 75,81 % (PS4) - 83,29 % (XONE) |
| Metacritic            | (PC) 77/100 (PS4) 75/100 (XONE) 82/100          |
| OpenCritic            | 80/100                                          |
| «Критиканство»        | 70/100                                          |
| Иноязычные издания    |                                                 |
| Издание               | Оценка                                          |
| Destructoid           | 7,5/10                                          |
| EGM                   | 8/10                                            |
| Game Informer         | 7,5/10                                          |
| GameSpot              | 6/10                                            |
| GamesRadar+           | [ 54 ]                                          |
| IGN                   | 9/10                                            |
| PC Gamer (US)         | 84/100                                          |
| VideoGamer            | 7/10                                            |
| Русскоязычные издания |                                                 |
| Издание               | Оценка                                          |
| 3DNews                | 7/10                                            |
| PlayGround.ru         | 7,5/10                                          |
| Riot Pixels           | 70 %                                            |
| «Игромания»           | 7,5/10                                          |
| «Игры Mail.ru»        | 7/10                                            |
| «Канобу»              | 7/10                                            |
| IGN Russia            | 7/10                                            |
| Stopgame.ru           | Похвально                                       |

Игра получила в основном положительные отзывы.
К плюсам Shadow of the Tomb Raider критики отнесли красивые и детализированные локации, исследования, множество гробниц с интересными головоломками. К минусам — недоработанный сюжет, отсутствие развития Лары как персонажа и появление некоторых тактических возможностей лишь ближе к концу игры. Налицо проигрыш на фоне God of War, вышедшей также в 2018 году. Поэтому название «Тень расхитительницы гробниц» оправдало себя, оставив последнюю часть позади предшествующих. Это позволило утверждать, что перезапущенная трилогия Tomb Raider пришла в упадок.
16—18 октября 2018 года было зарегистрировано большое количество отрицательных отзывов в Steam. Пользователи оказались недовольны политикой Square Enix, которые сделали скидку 34 % на стандартное издание и 47 % на «Croft Edition». Те, кто купил игру за полную стоимость, восприняли это как оскорбление и пообещали больше не приобретать продукты данного издателя. Розничные продажи в Великобритании были на 70 % ниже, чем у перезапуска 2013 года.
В 2023 году на сайте The Gamer вышла статья, где Лара Крофт обвинялась в расизме, будучи «воплощением белого спасителя», она воровала артефакты у коренных народов, что особенно проявилось в Shadow of the Tomb Raider.

## Продажи
Летом 2018 года, благодаря уязвимости в защите Steam Web API, стало известно, что точное количество пользователей сервиса Steam, которые играли в игру хотя бы один раз, составляет 174 человека.
В Eidos Montreal остались довольны продажами Shadow of the Tomb Raider, поскольку тираж составил более 4 миллионов копий на 31 декабря 2018 года, однако, Square Enix ожидала лучших результатов. Президент Square Enix Ёсуке Мацуда заявил, что игра не оправдала коммерческих ожиданий, по его мнению, главная причина заключается в том, что они не смогли предложить что-то свежее и нестандартное, в отличие от многочисленных конкурентов, вышедших примерно в то же время. Поэтому компания объявила о реструктуризации.
В мае 2022 года стало известно, что продажи Tomb Raider, Rise of the Tomb Raider и Shadow of the Tomb Raider достигли 38 млн копий. Новость поступила от Embracer Group, которая покупала франшизу и студии разработчиков в рамках сделки со Square Enix.